# Thận tần
Thận tần Bái Nhĩ Cát Tư thị (chữ Hán: 慎嬪拜爾葛斯氏; ? - 1764), là một phi tần của Thanh Cao Tông Càn Long Đế.

## Xuất thân ngoại tộc
Thận tần Bái Nhĩ Cát Tư thị là người Mông Cổ, sinh ngày 11 tháng 4 (âm lịch), nhưng không rõ năm sinh. Bà là con gái của Đức Mục Tề Tắc Âm Sát Khắc (德穆齊塞音察克), người của bộ tộc Đạt Thập Đoạt Ngã (达什达瓦) - một chi hộ tộc của Chuẩn Cát Nhĩ Hãn quốc thuộc nhánh Ách Lỗ Đặc (厄鲁特). Căn cứ Quân cơ xứ Mãn văn lục phó tấu chiết (军机处满文录副奏折), sau khi Chuẩn Cát Nhĩ diệt vong, đại bộ phận người Đạt Thập Đoạt Ngã bị người Cáp Tát Khắc Hòa Kha Nhĩ Khắc Tư (哈萨克和柯尔克孜) cướp bóc, một số bị bán làm nô lệ qua Châu Âu.
Khoảng năm Càn Long thứ 20 (1755), là lúc Đại Thanh bình định Chuẩn Cát Nhĩ, bộ tộc Đạt Thập Đoạt Ngã đã xua quân giúp Đại Thanh, hiệp trợ bình định. Bởi vậy trong chỉ dụ của Càn Long Đế tới 2 lần, đề cập việc cho người Đạt Thập Đoạt Ngã đến Nhiệt Hà cư trú. Càn Long Đế thậm chí vì cung cấp nhu cầu tu đạo Phật, đã giúp xây nên An Viễn miếu (安遠廟). Từ đấy, bộ tộc Mông Cổ thuộc Ách Lỗ Đặc thường xuyên tụ tập đến Nhiệt Hà.
Người bộ tộc Đạt Thập Đoạt Ngã có thể tham tuyển binh, càng được triều đình trọng vọng. Phó Đô thống khu Nhiệt Hà khi ấy tấu lên, già trẻ trai gái người bộ tộc Đạt Thập Đoạt Ngã đến cư trú Nhiệt Hà, đã hơn 2100 người. Phỏng đoán trong đoạn thời gian này, Bái Nhĩ Cát Tư thị theo cha đầu nhập Đại Thanh, duyên cớ trở thành tần phi cho Càn Long Đế.

## Đại Thanh tần phi
Theo ghi nhận lại, Bái Nhĩ Cát Tư thị khi vào cung được đến Dực Khôn cung, do Kế Hoàng hậu giáo dưỡng cung quy. Đây là một quá trình bình thường thời Càn Long nếu cung phi không qua Bát Kỳ tuyển tú thông thường, họ sẽ hưởng địa vị Cung nữ tử trước, sau đó được một Hậu phi nào đó đứng đầu dạy quy củ rồi tiến hành đưa vào hàng phi tần qua địa vị Thường tại hoặc Quý nhân (hầu như không thấy Đáp ứng). Năm Càn Long thứ 24 (1759), ngày 19 tháng 6 (âm lịch), Bái Nhĩ Cát Tư thị được thụ phong Quý nhân, được gọi bằng xưng hiệu Y Quý nhân (伊貴人). Cùng ngày có Quách thị do Thuần Quý phi giáo dưỡng cũng trở thành Thường tại.
Y Quý nhân là một trong số ít cung phi, cùng Kế Hoàng hậu thường xuyên xuất hiện trong Xuyên đái đương (穿戴檔), ghi nhận hay làm một số đoạn nữ công, giúp Càn Long Đế sửa chữa quần áo. Như ngày 22 tháng 4 (âm lịch) năm Càn Long thứ 26 (1761), Càn Long Đế hạ chỉ: ["Ngũ thải tuyến kim ti hỏa liêm áo, khi về giao cho Thận tần"; 五彩線金絲火鐮襖到家裏交與慎嬪]. Điều này đồng thời cũng biết được trong thời gian này bà đã được chỉ dụ thăng lên Tần. Càn Long Đế thường xuyên khen Thận tần, do được Hoàng hậu giáo dưỡng mà [Lục cung nhã phạm; 六宮雅範], đồng thời cũng cho thấy quan hệ giữa Thận tần và Hoàng hậu tương đối không tồi.
Thận tần chỉ dụ thăng Tần, đã có Triều quan bằng da chồn đen. Dung tần Hòa Trác thị mang mũ áo người Hồi, không sửa đổi.
Năm Càn Long thứ 27 (1762), ngày 21 tháng 5 (âm lịch), mệnh Hiệp bạn Đại học sĩ kiêm Lại bộ Thượng thư Triệu Huệ làm Chính sứ, Lễ bộ Thị lang Ngũ Linh An (伍齡安) làm Phó sứ, tiến hành sách phong lễ cho Thận tần. Cùng ngày hôm đó, Dung tần cũng được làm lễ sách phong. Sang ngày hôm sau, Thận tần cùng Dung tần được nữ quan dìu đến trước Dực Khôn cung, làm lễ lớn bái kiến Hoàng hậu. Sau khi Hoàng hậu được Nội giám thỉnh thăng tọa, Thận tần cùng Dung tần đều hành đại lễ [Lục túc tam quỵ tam bái lễ] đối với Hoàng hậu.
Sách văn viết:
| “                                      | 朕惟椒庭衍化。良資翊讚之功。蘭掖承恩。式重柔嘉之則。溫恭有恪。既內職之勤修。淑慎無違。用榮封之特晉。爾拜爾噶斯氏。宅心端謹。賦質淳良。度協珩璜。職襄蘋藻。六宮雅範。夙蒙紫綬之褒。九禦崇班。宜贊玉鑾之禮。茲仰承皇太后慈諭、冊封爾為慎嬪。列丹軿以耀採。載沛恩綸。記彤史以流芬。益勤令德。欽承鳳誥。永荷龍光。欽哉。 . Trẫm duy tiêu đình diễn hóa. Lương tư dực tán chi công. Lan dịch thừa ân. Thức trọng nhu gia chi tắc. Ôn cung hữu khác. Kí nội chức chi cần tu. Thục thận vô vi. Dụng vinh phong chi đặc tấn. Nhĩ Bái Nhĩ Cát Tư thị. Trạch tâm đoan cẩn. Phú chất thuần lương. Độ hiệp hành hoàng. Chức tương bình tảo. Lục cung nhã phạm. Túc mông tử thụ chi bao. Cửu ngự sùng ban. Nghi tán ngọc loan chi lễ. Tư ngưỡng thừa Hoàng thái hậu từ dụ, sách phong nhĩ vi Thận tần. Liệt đan bình dĩ diệu thải. Tái phái ân luân. Ký đồng sử dĩ lưu phân. Ích cần lệnh đức. Khâm thừa phượng cáo. Vĩnh hà long quang. Khâm tai. | ” |
| — Sách văn Thận tần Bái Nhĩ Cát Tư thị | |   |

Năm Càn Long thứ 29 (1764), Thận tần bị bệnh. Càn Long Đế quan tâm sức khỏe của Thận tần, từ Nhiệt Hà phái hai vị đại phu người Ách Lỗ Đặc xem bệnh cho Thận tần, đặc biệt dụ không được chậm trễ, còn phái người triệu em trai của Thận tần đến kinh sư. Sang ngày 4 tháng 6 (âm lịch), Thận tần Bái Nhĩ Cát Tư thị qua đời, không rõ bao nhiêu tuổi. Ngày 7 tháng 6 (âm lịch), Hoàng hậu Na Lạp thị, cùng chư vị phi tần trong nội đình đến Tĩnh An trang, đưa tiễn kim quan của Thận tần.
Năm Càn Long thứ 30 (1765), kim quan của Thận tần từ Tĩnh An trang táng nhập Phi viên tẩm, Dụ lăng.

## Văn hóa đại chúng
| Năm  | Tên phim     | Diễn viên              | Nhân vật                              | Ghi chú                                                       |
| 2018 | Như Ý truyện | Lưu Mỹ Đồng 劉美彤     | Bái Nhĩ Cát Tư Ân Nhã (拜爾葛斯•恩雅) | Vốn dĩ là "Thận tần", trong phim sửa thành 「Khác tần; 恪嬪」 |
| 2018 | Như Ý truyện | Tăng Nhất Huyên 曾一萱 | Tác Xước Luân A Nhược (索绰倫•阿箬)   | Nhân vật hư cấu, tứ phong hiệu 「Thận tần; 慎嬪」             |